# Lefaia
Lefaia – wieś w Rumunii, w okręgu Marusza, w gminie Crăiești. W 2011 roku liczyła 67 mieszkańców.